# 827 Wolfiana
827 Wolfiana este un asteroid din centura principală, descoperit pe 29 august 1916, de Johann Palisa.